# Дьёлафуа, Поль Жорж
Поль Жорж Дьёлафуа (фр. Paul Georges Dieulafoy; 1839—1911) — французский медик. Брат Марселя Дьёлафуа.
Профессор патологии внутренних органов медицинского факультета Сорбонны, член Медицинской академии. Затем президент Академии медицинских наук в Париже. Пионер хирургического лечения аппендицита, автор одного из первых руководств по хирургической морфологии внутренних органов (в 4 томах).
Профессор Дьёлафуа, врач и завсегдатай салонов принцессы Матильды Бонапарт, послужил Марселю Прусту одним из прототипов доктора Котара в цикле романов «В поисках утраченного времени» (1913—1927), и, кроме того, как реальное лицо включён писателем в события предсмертных дней бабушки Рассказчика.